# Podocarpus longifoliolatus
Podocarpus longifoliolatus är en barrträdart som beskrevs av Pilg.. Podocarpus longifoliolatus ingår i släktet Podocarpus och familjen Podocarpaceae. Inga underarter finns listade i Catalogue of Life.